# Louis Ducos du Hauron

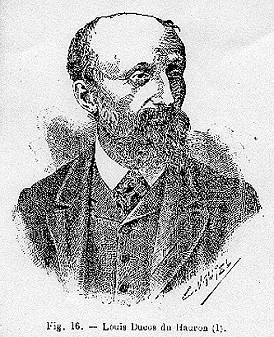
Louis Ducos du Hauron

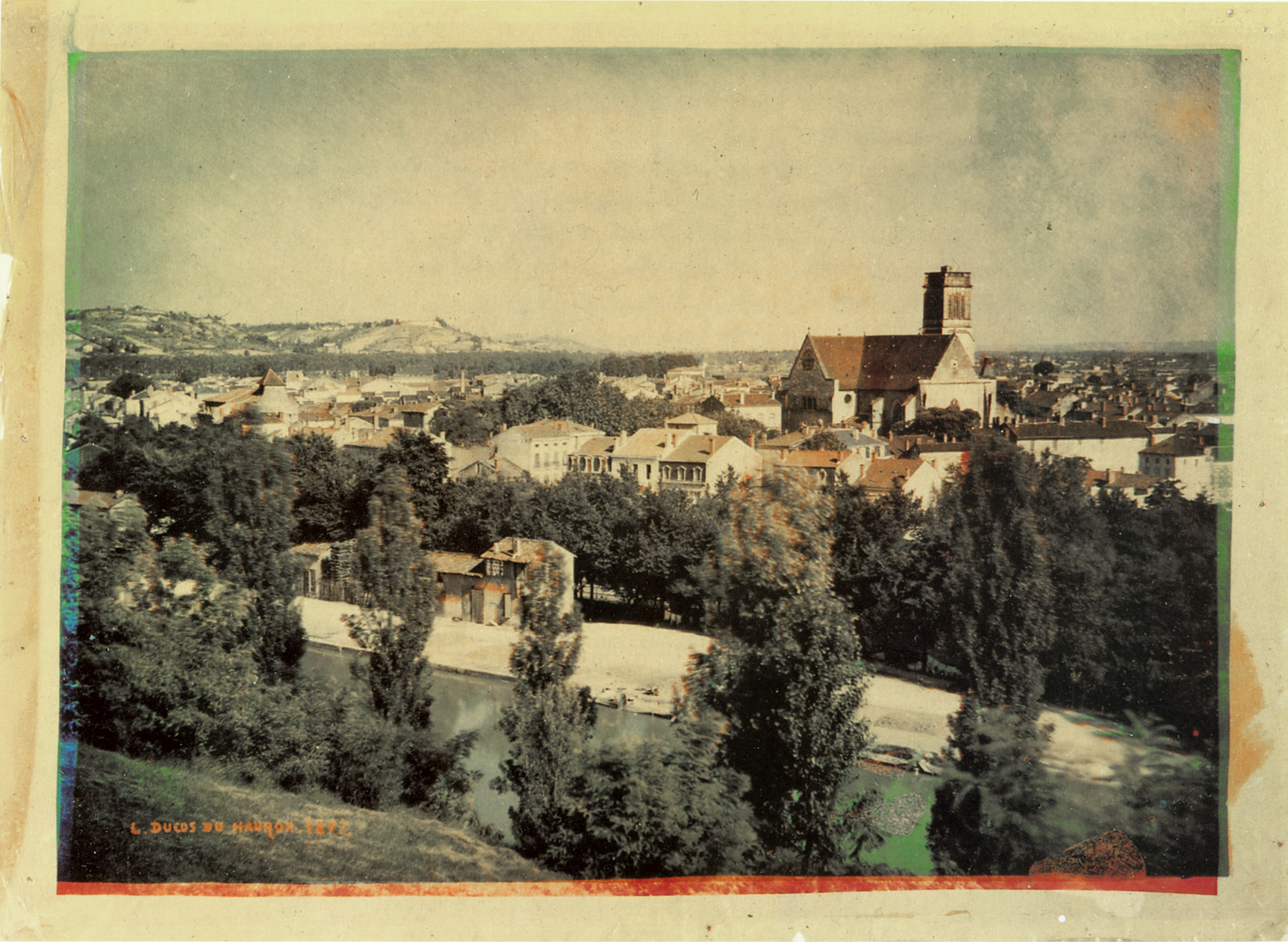
Louis Ducos du Hauron: Pohled na Agen, Francie, 1877,originální snímek 16,5 × 22,6 cm, sbírka George Eastman House

Louis Arthur Ducos du Hauron (8. prosince, 1837 Langon, Gironde – 31. srpna, 1920 Agen) byl francouzský průkopník barevné fotografie.

## Životopis
Narodil se ve městě Langon v Gironde jako syn výběrčího daní a zemřel v Agenu. Byl hudebníkem a zajímal se o optiku.
Od roku 1862 pracoval několik let na praktickém způsob záznamu barevných fotografií pomocí dvou barevných systémů: subtraktivního (žlutá, azurová, purpurová) a aditivního (červená, zelená, modrá) barevného systému. Roku 1868 tyto metody patentoval a položil tak základy barevné fotografie. Osvítil bromostříbrnou kolodiovou desku výtažkovými filtry a zhotovil tak diapozitivy zabarvené do červena, modra a žluta. Tyto tři části pak musely být k získání konečné fotografie zcela přesně položeny přes sebe. Arthur Hauron vytvářel fotografie zpočátku na tři listy papíru (později použil skleněné negativy). Citlivost emulze na červenou část spektra byla tak nízká, že musel exponovat scénu přes červený (nebo spíše oranžový) filtr několik hodin. Kvůli vysokým nákladům této metody se však v praxi mnoho nepoužívala. Jednou z prvních barevných fotografií je Krajina jižní Francie, pořízená subtraktivní metodou v roce 1877.
Roku 1869 napsal dílo Les Couleurs en Photographie (Barvy ve fotografii).
V roce 1891 patentoval Louis Ducos du Hauron princip anaglyfických brýlí.

## Galerie

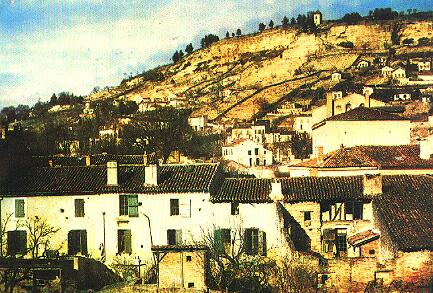
Agen 1870–1871
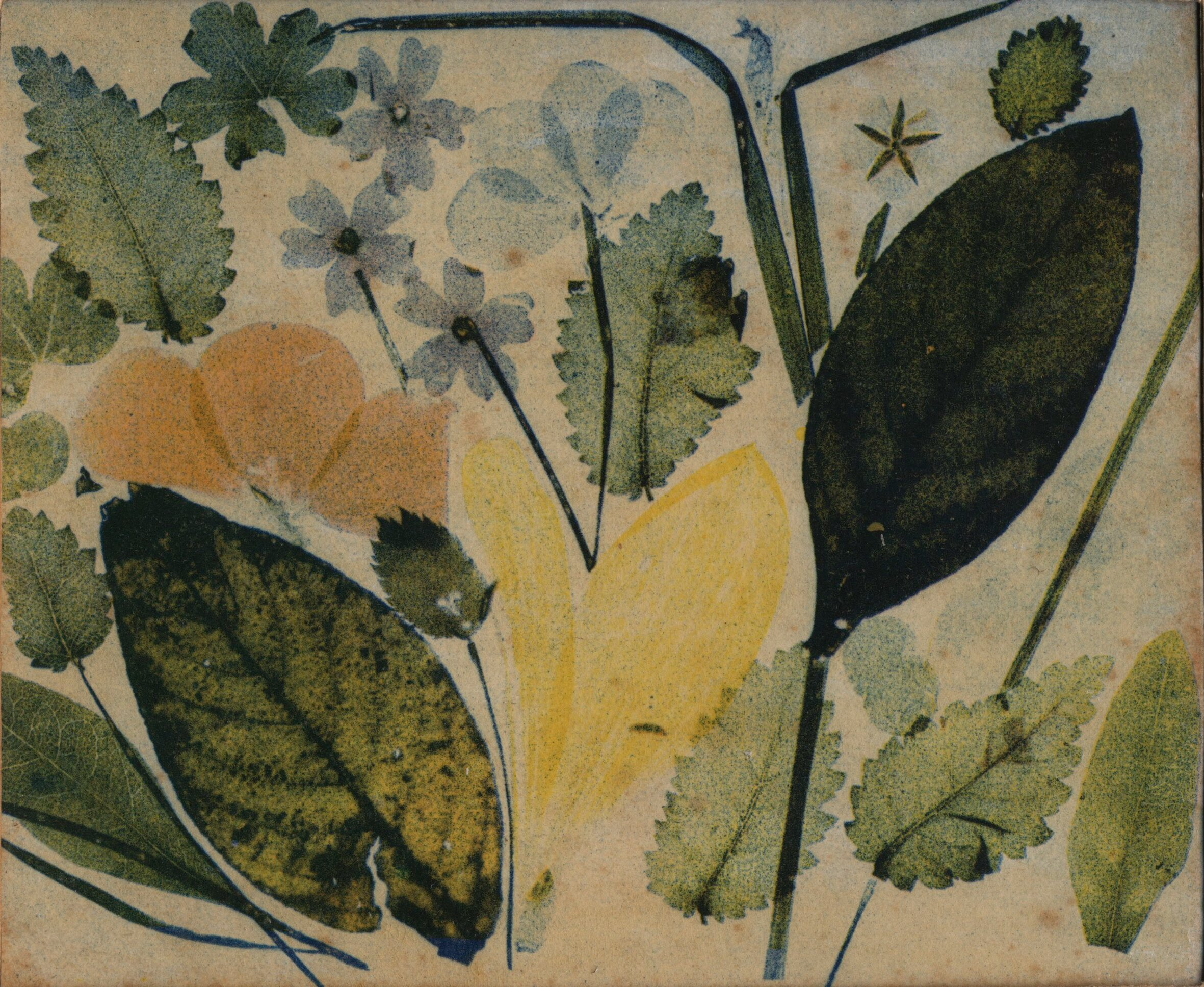
Přímý tisk, 1869
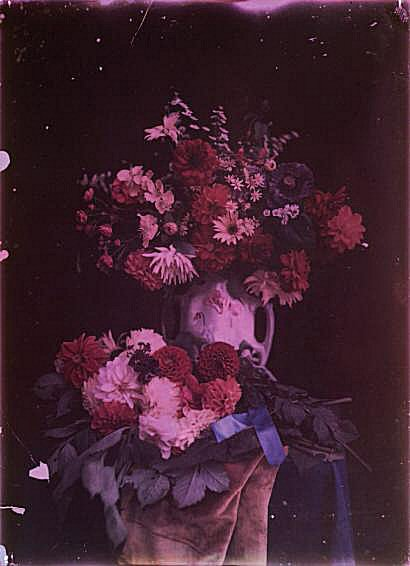
Kompozice
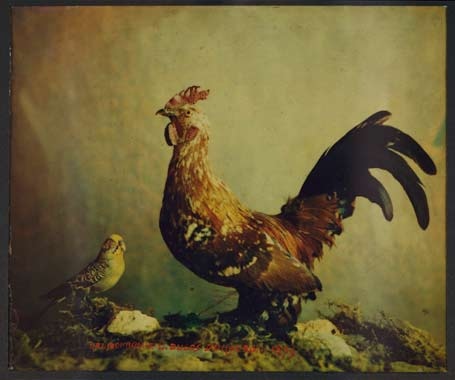
Pták, 1869–1879, Musée des arts et métiers